# Halbturn
Halbturn è un comune austriaco di 1 882 abitanti nel distretto di Neusiedl am See, in Burgenland, noto per l'omonimo castello che si trova nel suo territorio.